# Slaughterhouse (EP de Slaughterhouse)
Pour les articles homonymes, voir Slaughterhouse.
Albums de Slaughterhouse
Slaughterhouse
(2009) On the House
(2011)
Slaughterhouse est un EP de Slaughterhouse, sorti le 8 février 2011.
L'album s'est vendu à 51 000 copies la première semaine de sa sortie.

## Liste des titres
| No | Titre                                                                      | Contient un (des) sample(s) de                            | Durée |
| -- | -------------------------------------------------------------------------- | --------------------------------------------------------- | ----- |
| 1. | Back on the Scene (featuring Dres – Produit par M-Phazes)                  | The Choice Is Yours de Black Sheep                        | 4:11  |
| 2. | Sun Doobie (Produit par Mr. Porter)                                        |                                                           | 3:03  |
| 3. | Everybody Down (Produit par Black Milk)                                    | Who Shot Ya? de The Notorious B.I.G. featuring Puff Daddy | 5:17  |
| 4. | Put Some Money on It (Remix) (featuring The LOX – Produit par Sean C & LV) |                                                           | 4:29  |
| 5. | Fight Club (remix) (Produit par Frequency)                                 |                                                           | 3:22  |
| 6. | Move On (Remix) (featuring Iffy – Produit par Frequency)                   |                                                           | 8:08  |